# Victoria-Louise de Solms-Baruth
La comtesse Victoria-Louise de Solms-Baruth (Viktoria-Luise Friederike Karoline Mathilde de Solms-Baruth), née le 13 mars 1921 et morte le 1er mars 2003, était une noble allemande. 

## Jeunesse
La comtesse Victoria-Louise est née au château de Casel à Casel, République de Weimar, fille du comte Hans de Solms-Baruth et de la princesse Caroline-Mathilde de Schleswig-Holstein-Sonderbourg-Glücksbourg. Ses grands-parents maternels étaient Frédéric-Ferdinand, duc de Schleswig-Holstein-Sonderbourg-Glücksbourg et la princesse Caroline-Mathilde de Schleswig-Holstein-Sonderbourg-Augustenbourg.

## Mariages
Le 25 janvier 1942, Victoria-Louise a épousé son cousin germain à la Pfarr- und Patronatskirche Kasel. Elle et Friedrich Josias ont divorcé le 19 septembre 1946. Ils ont eu un enfant : 
- Andreas de Saxe-Cobourg et Gotha (21 mars 1943 - 3 avril 2025)

Elle a ensuite épousé, Richard Whitten le 6 novembre 1947 à Steinwänd bei Werfen, Autriche. Ils ont été remariés lors d'une cérémonie religieuse le 14 février 1948 à San Francisco, en Californie. Ils ont eu un enfant :
- Victoria Astrid Whitten (née le 23 août 1948)

## Autobiographie
(en) Countess Viktoria-Luise of Solms-Baruth, From Tyranny to Freedom : Memoirs of My Life, Eurohistory, 2016, 193 p. (ISBN 1944207023).